# Johan Lindwall
Johan Lindwall, född 15 december 1803, död 8 januari 1861 i Nyköping, var en svensk tenngjutare.
Johan Lindwall är troligen identisk med den lärgosse med samma namn som 1834–1839 förekom hos tenngjutaren Johan Lindvall i Åbo. Han blev mästare i Nyköping 1847 och fortsatte att driva tenngjutarverkstaden fram till sin död, hans änka Anna Lindwall drev vidare verksamheten till 1862. Lindwalls föremål förekommer ganska ofta, vanligast är koniska stop, av vilka ett finns på Eskilstuna stadsmuseum och grötskålar. Småskålar är mindre vanliga, även tallrikar är kända.